# ゲオルギオス・ゲミストス・プレトン

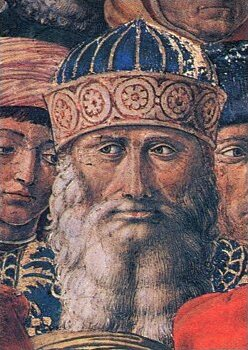
ベノッツォ・ゴッツォリ “プレトン”

ゲオルギオス・ゲミストス・プレトン（ギリシャ語: Γεώργιος Γεμιστός Πλήθων, ラテン文字転写: Georgios Gemistos Plethon, 1360年? - 1452年）は、東ローマ帝国末期パレオロゴス王朝時代のプラトン学者で、「パレオロゴス朝ルネサンス」を代表する人物の一人。フィレンツェ公会議の際に行ったプラトン講義（1439年）は、イタリアのネオプラトニズム隆盛の一因となった。中世ギリシア語読みでは「イェオルイオス・イェミストス、イ・プリトン」。
“プレトン”はペンネームであり、古代の哲学者プラトンに擬えたものである。また、“プレトン”も姓の“ゲミストス”も「満ちる」を意味している。彼の支持者たちは彼を「第二のプラトン」「プラトンに次ぐ者」と称した。
モレアス専制公領の首府ミストラスで哲学者、教育者として活動した。歴史上名を知られるのは、フィレンツェ公会議に参加し、ヨハンネス・ベッサリオンとともに、イタリアにプラトン哲学を伝えた点にある。公会議後も、コジモ・デ・メディチの依頼でしばらくフィレンツェに滞在。その後、ミストラスに帰国した。
当時のギリシア人は、東ローマ帝国の市民としてローマ人と称していたが、プレトンは自らを「ヘレネスである」とし、古代ギリシアの神々の復活やプラトンの『国家』に範を採った政治を主張するなど、異様なまでに古代ギリシャ文明の復興を唱えた。このため、キリスト教会（正教会）とは対立し、焚書処分も受けた。また、のちにコンスタンディヌーポリ総主教ゲンナディオス2世となるスコラリオスはアリストテレス哲学を擁護した上で正教の修道士となっており、ゲンナディオス2世はプレトンによるプラトン哲学に対しても批判を加えた。
プレトンは1452年、ミストラスで死去した。東ローマ帝国が滅亡するのは翌年のことである。

## 生涯
教養のあるキリスト教徒の家に育ち、コンスタンティノープルとアドリアノープルで学び、その後コンスタンティノープルに戻り、哲学の教師としての地位を確立した。1365年にオスマン帝国ムラト1世に占領されていた。1410年より少し前に、皇帝マヌエル2世は彼をモレアス専制公のヘレニズム的な都市ミストラスへ派遣し、そこが彼の拠点となった。コンスタンティノープルでは彼は元老院議員であり、裁判官などの様々な公的役割を果たしたが、モレアス公からも定期的に相談を受けていた。教会から異端の疑いを受けながらも彼は帝国の支持を得ていた。
ミストラスでは、哲学、天文学、歴史、地理を教え、多くの古典作家の要約を編集した。彼の生徒には後にローマ・カトリック教会の枢機卿になったバシリオス・ベッサリオン、コンスタンティノープル総主教となりプレトンに反対するゲンナディオス・スコラリオスがいた。彼はテオドロス2世によって行政長官に任命された。
1428年フィレンツェ公会議において、プレトンは正教会とカトリック教会の合同に関する問題をイオアンネス8世と協議し、両代表団が同等の投票権を持つべきだと助言した。西ヨーロッパはローマ・カトリック教会とイスラーム世界を通してある程度古代ギリシャの哲学を利用することができたが、東ローマ帝国には西洋人がこれまでに見たことのない多くの文書と解釈が存在していた。これら東ローマの学問は、イオアンネス8世パラエオロゴスが教会合同について協議するためにフィレンツェ公会議に参加した1438年以降、西欧においても完全に利用することが可能となった。世俗的な学者であったのに拘わらずプレトンはイオアンネス8世に随行するように選ばれた。他の代表者にはベッサリオン、エフェソス府主教マルコス・エウゲニコス、スコラリオスなどがいた。
カトリック教会ではフィリオクェを含むニケア・コンスタンティノープル信経は787年の第七回全地公会議において公布されたと考えられえていたが、プレトンは当時にそれが読み上げられた証拠は全くなく、当時の教皇ハドリアヌス1世やレオ3世はフィリオクェを含まない信経を唱えていたと指摘し、カトリック教会の主張を反駁した。
世俗学者として公会議ではプレトンはしばしば必要とされなかったが、フィレンツェでの人文主義者の招待で、プラトンとアリストテレスの違いについて講義する一時的な学校が設立された。当時西欧ではほとんどプラトンについて研究されていなったが、プレトンは西欧にプラトンを再導入し、中世西欧におけるアリストテレスの支配的思想を揺るがすことになった。マルシリオ・フィッチーノによれば、彼のプロティノスの翻訳の講義にコジモ・デ・メディチは出席し、フィレンツェにアカデミア・プラトニカを設立することを触発された。その結果、プレトンはイタリア・ルネッサンスに最も重要な影響を与えた一人と見なされるようになった。アカデミア・プラトニカの最初の監督となったフィッチーノはプレトンを最大級に賛辞して「第二のプラトン」と呼んだ。枢機卿となったベッサリオンはプラトンの魂がプレトンの中に宿っているのかについて推考した。

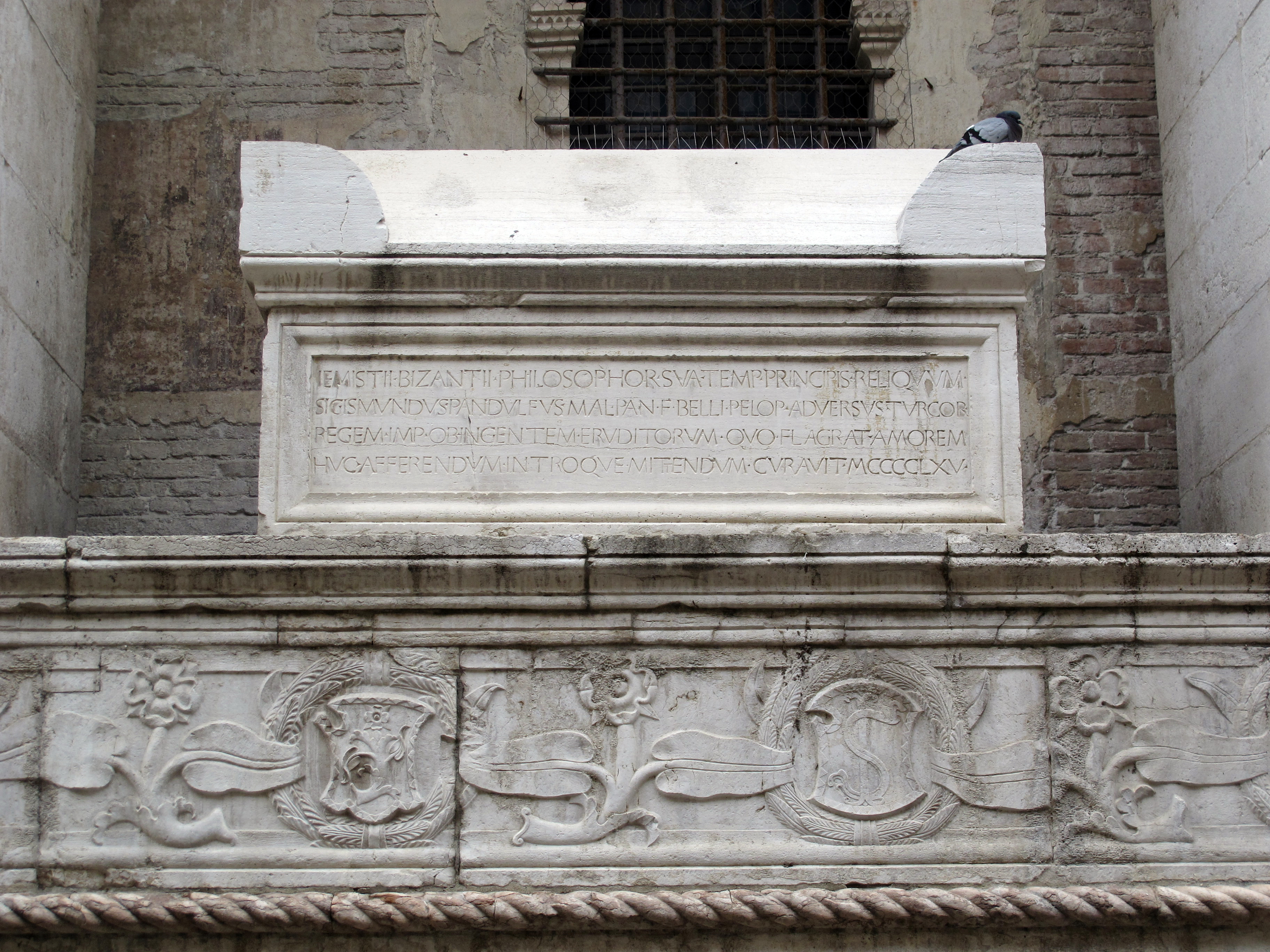
テンピエ・マラテスティアーノのプレトンの墓碑、“偉大なる師が自由人達の間にあるために”

フィレンツェにいる間、プレトンは『アリストテレスとプラトンの相違について』というタイトルの書を書いた。彼が遭遇した誤解を修正するために、病気であった間に「プラトンに専念して学んでいる人々を慰め喜ばせるために、特別な意図なしに」書いたものだと主張した。スコラリオスはアリストテレスの立場で応答し、のちに更にプレトンの応答を引き出した。それについて東ローマの学者とイタリアの人文主義者の間で議論が続いた。
J.モンファサニによれば、プレトンは1452年あるいは1454年にミストラスで死去した。この違いは彼はコンスタンティノープル陥落を知ったかどうか重要である。
1464年にシジズモンド・パンドルフォ・マラテスタがトルコ人に対して遠征し、ミストラスの下町地区を奪回した。そこでプレトンの墓を発見し、その遺体をリミニのマラテスティアーノ聖堂の外側壁に埋葬した。

## 著作

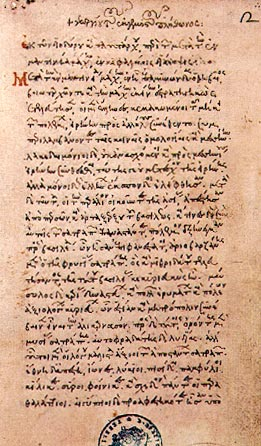
プレトンの手稿。ギリシア語で書かれている。

### 『ペロポネソス半島の改革』
ペロポネソス人は古代ギリシャ人の直系であり、ヘレニズムを体現する普遍的ローマ帝国というユスティニアヌスの考えを否定した。
土地の共有を主張し、生産物はすべて三分割し、労働者、農地所有者、国庫に振り分けるべきとした。そして、兵士は税を免除され、各兵士は国家とヘイロータイと呼ばれる納税義務を負う労働者一人によって養われるべきであるとし、これによって軍の水準を維持できると主張した。
- 「ペロポネソスについてデスポテース・テオドロスに宛てたプレトンの建白書」[2]
- 「ペロポネソス事情について皇帝マヌエルに宛てたプレトンの建白書」[4]

### 『アリストテレスとプラトンの相違について』
プラトンとアリストテレスの神の概念について比較して、プラトンは神を「思惟されるものと個別的実体の様々な種類、つまり全宇宙の創造者」としてより偉大な力を持ち、対してアリストテレスの神は宇宙の動力としてだけである。プラトンの神は存在するものの目的と終極であるが、アリストテレスの神は運動変化の目的であるのみと述べる。プレトンはアリストテレスは重要でない事柄、たとえば貝や胚子などについて議論するが、宇宙の創造する神の信頼を欠いていると嘲った。それは彼は天界は第五の元素で構成されていると信じており、観想（テオーリア）が最大の喜びであるという見解を持っていたからだった。プレトンはそれはエピクロスの見解と同様であると主張し、彼が怠惰であると批評した修道士らの持つ見解と同じものと見なした。後にゲンナディオス2世の『アリストテレスの弁護』に応えて、プレトンはプラトンの神概念のほうがアリストテレスのものよりもキリスト教と一致していると主張した。これはダリアン・デボルトによれば部分的に異端の疑いを避けるためだったとする。

### 『法律篇』
“私自身がフィレンツェで聞いたことだが、プレトンは『あと数年で全世界が一つの心、一つの知性、一つの教えで一つの宗教を受け入れるであろう』と断言した。そこで私は彼に質問した。『それはキリスト教でしょうか？それともムハンマドの？』彼は答えた。『いや、どちらでもなく、その宗教はかつての異教と変わりのないものだろう』。私はその言葉に衝撃を受け、彼を嫌悪し、毒蛇のように彼を恐れるようになった。それで後には彼に会うことも聞くこともないようになった。そしてプレトンが死の前に『私の死後幾年も経たぬうちに、ムハンマドもキリストも崩壊し、真理が地球上のどこにでも輝くようになるだろう』と語っていたと、ペロポネソス半島から逃れてきた多くのギリシャ人たちから私は聞いた。” ──トレビゾンドのゲオルギオス

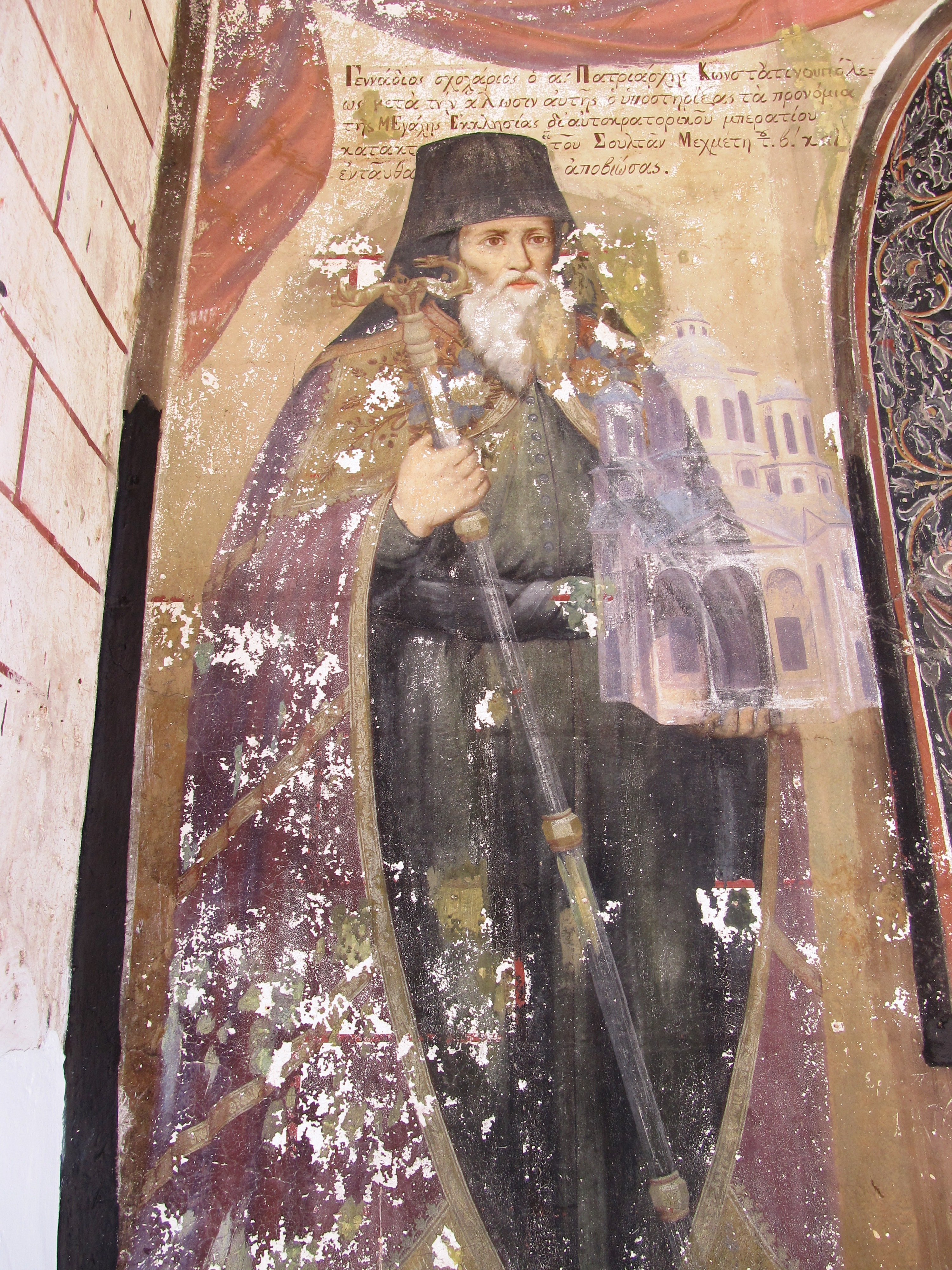
『法律篇』を焼却してしまったコンスタンティノープル総主教ゲンナディオス2世

彼の死後、『法律篇』（Νόμοι）が発見され、それはモレアス専制公デメトリオスの妻テオドラの所有となった。テオドラはその写本をスコラリオス、当時コンスタンティノープル総主教ゲンナディオス2世に送った。彼はそれを返却し、破棄することを助言した。モレアスはオスマン帝国メフメト2世の侵略を受けて、テオドラはデメトリオスと共にコンスタンティノープルへ逃れた。テオドラは著名の学者の遺作である唯一の写本を自身で破棄する気にはならず、ゲンナディオス2世に写本を再び渡した。彼は1460年にそれを焼却したが、総主教代理ヨセフへの手紙に本の詳細を述べ、目次と内容の簡単な要約を記した。それはストア派哲学とゾロアスター教的神秘主義の融合のようなもので、占星術、悪魔学、霊魂の行く末について論じている。プレトンは普遍的原理や諸惑星の諸力と見なした古典的なゼウスなどの神々への宗教儀礼や嘆願などを勧めた。神々の類である人間は『善』へと向かわなければならない。プレトンは宇宙には時間的な始まりや終わりもなく、存在は完全なるものとして造られ、何も付け加えるとものはないと信じた。彼は邪悪の短い支配の終焉の後に続く、永遠なる幸福という概念を否定し、人間霊魂は、神々によって神聖な秩序を実現するために連続的に体に生まれ変わり、この聖なる秩序は蜜蜂の組織、蟻の先見性、蜘蛛の器用さ、植物の生長、磁力、水銀と金の結合などを支配していると信じた。プラトニズムの解釈に従って東ローマ帝国の構造と哲学を根本的に改革するために、この『法律篇』において計画を立てた。新しい国家的宗教には、合理主義や論理などを取り入れ、当時流行していた人文主義の考えに基づき、かつての異教の神々のパンテオンが設置されることになっていた。この計画のためにオスマン帝国に対する西ヨーロッパの支持を得るために、西方・東方教会の和解を支持した。より実践的な直ちに行える計画として、1423年にオスマン帝国によって破壊された、コリント地峡の古代の防御壁であるヘクサミリオンの再建を提案した。
全3巻100章からなっており、16章とわずかな断片しか現存していない。性道徳については厳しく、姦通に問われた女性は頭を剃られて売春婦として生きなければならず、強姦・同性愛・獣姦を行った者は罰として特別な場所で焼かれる。犯罪者の墓地は一般とは別に分けられるべきであると主張した。『法律篇』においてピタゴラス、プラトン、クレテス、ゾロアスターの教説を他のものよりも優れているとした。

### 『要約』
プレトン自身による『法律篇』の大要は、彼の学生であったベッサリオンが所持していた写本の中で生き残ることができた。『ゾロアスターとプラトンの教義の要約』と題されたこの書は、不可分割の状態ですべての存在を内包するゼウスを最高主権者とする神々のパンテオンの存在を明確にする。そこではゼウスの母なき長子としてポセイドンは天界を造り、宇宙の秩序を整える。ゼウスの他の子らにはオリンポスやタルタロスの神々など母なき“超天体的”神々の隊列を含んでいる。これらの中でヘーラーは、不滅の物質の創造者にして支配者にして、ゼウスによって天界の神々、半神や諸霊の母であり、ポセイドンに次いで第三の序列に配されている。オリンポスの神々は天界において不滅の生きるものを支配し、タルタロスのもの、死すべきものたち以下は彼らの長クロノスがすべてを支配する。天界の神々で最も年老いたものはヘーリオスで、天の主人であり、地上のすべての生きるものたちの命の源である。神々は善悪問わずにすべての生きるものを神的秩序へと導く。プレトンは宇宙の創造は完全であり、時間の外にあると説明している。それで宇宙は始めも終わりもなく永遠に留まる。人間の霊魂は神々のように不滅であり、本質的に善であり、神々の指示の下、永遠に肉体に生まれ変わる。

## 関連文献
- 渡辺金一「『ユートピア』の周辺 : モアの取材源」『一橋大学社会科学古典資料センター年報』第4巻、一橋大学社会科学古典資料センター、1984年3月、3-5頁、doi:10.15057/5554、ISSN 0285-1105。